# Pieces of April – Ein Tag mit April Burns
Pieces of April – Ein Tag mit April Burns (englischer Originaltitel: Pieces of April) ist ein Film von Peter Hedges aus dem Jahr 2003.
Katie Holmes spielt April Burns, ein Punk-Mädchen, das zusammen mit ihrem Freund Bobby in einem eher heruntergekommenen Viertel von New York lebt. Zu Thanksgiving bekommt sie Besuch von ihrer biederen Familie.

## Handlung
April ist vor einiger Zeit aus ihrem bürgerlichen Zuhause ausgezogen und hat mit den Werten der Familie gebrochen. Ihre Mutter Joy leidet an Brustkrebs und hat nur noch wenige Wochen zu leben. Ihr Mann, Jim, will, dass sich Mutter und Tochter versöhnen. Die ganze Familie soll bei April in New York gemeinsam Thanksgiving feiern. Auf der gemeinsamen Fahrt kommen alte Erinnerungen und Enttäuschungen wieder hoch.
In New York versucht April, allen Widrigkeiten zum Trotz, ein perfektes Abendessen vorzubereiten. Dabei trifft sie auf mehr oder weniger hilfreiche, aber immer leicht skurrile Nachbarn. Und während April ihren Truthahn von Wohnung zu Wohnung, von Ofen zu Ofen transportiert, muss ihr neuer Freund noch einen Anzug auftreiben.
In New York angekommen ist die Familie von Aprils Viertel so schockiert, dass sie sich entschließen gleich wieder zu fahren. April ist am Boden zerstört. Auf der Toilette eines Restaurants erlebt Joy einen Streit zwischen einer fremden Frau und deren Tochter, der sie zum Umdenken bringt. Sie entschließt sich zu April zurückzufahren. Am Ende feiert die gesamte Familie zusammen mit den im Laufe des Films aufgetretenen Nachbarn von April Thanksgiving.

## Anekdoten
- Katie Holmes verzichtete auf eine Gage und spielte die Hauptrolle ohne jede Bezahlung.
- Die Dreharbeiten kosteten weniger als 300.000 US-Dollar. Vor Drehstart verabschiedeten sich zwei Filmverleihe und ein großer Investor. Die Produktion sollte ursprünglich ein Budget zwischen 4 und 7 Millionen US-Dollar haben. Aufgrund der finanziellen Nöte wurde der Herstellungsprozess verändert: Der Film wurde mit digitalen Kameras gedreht. Dies senkte die Produktionskosten. Nach der Premiere des Kinofilms beim Sundance Filmfestival im Jahr 2003 wurden die weltweiten Rechte an Pieces of April vom Independent-Filmverleih United Artists – einer Tochtergesellschaft der Metro-Goldwyn-Mayer – für eine Summe zwischen 3 und 4 Millionen US-Dollar erworben. United-Artists-Präsident Bingham Ray machte sich persönlich für den Kauf stark. Irritierend ist aber der Sachverhalt, dass United Artists einer der vor Drehbeginn ausgestiegenen Finanziers waren und somit wohl günstiger an die weltweiten Rechte gekommen wären.

## Auszeichnungen (Auswahl)
Bei der Oscarverleihung 2004 war Patricia Clarkson für den Preis in der Kategorie Beste Nebendarstellerin nominiert. Von der Chicago Film Critics Association wurde sie als Beste Nebendarstellerin ausgezeichnet. Daneben erhielt sie Nominierungen u. a. für den Independent Spirit Award und den Golden Globe Award.